# Bishop (Kalifornie)
Bishop je menší město v okrese Inyo County, na východě Kalifornie, ve Spojených státech amerických.
Přibližně se 3800 obyvateli je největším městem údolí Owens Valley a současně hlavním turistickým centrem celé oblasti. Město je pojmenované podle potoka Bishop Creek. Ten pak nese jméno jednoho z prvních osadníků v oblasti Samuela Addisona Bishopa.

## Geografie
Bishop leží v údolí Owens Valley, v nadmořské výšce 1 260 m. Ze západu i východu je obklopené horami. Na západě se rozkládá pohoří Sierra Nevada. Hlavními vrcholy v okolí jsou Mount Humpreys (4 263 m) a North Palisade (3 343 m), třetí nejvyšší hora pohoří Sierra Nevada. Na východě pak leží pohoří White Mountains, s nejvyšším vrcholem White Mountain Peak (4 344 m), třetí nejvyšší horou Kalifornie.

### Podnebí
Oblast má aridní podnebí. Celkový roční průměrný úhrn srážek je pouze 132 mm.

| Bishop – podnebí            | Bishop – podnebí | Bishop – podnebí | Bishop – podnebí | Bishop – podnebí | Bishop – podnebí | Bishop – podnebí | Bishop – podnebí | Bishop – podnebí | Bishop – podnebí | Bishop – podnebí | Bishop – podnebí | Bishop – podnebí | Bishop – podnebí |
| Období                      | leden            | únor             | březen           | duben            | květen           | červen           | červenec         | srpen            | září             | říjen            | listopad         | prosinec         | rok              |
| --------------------------- | ---------------- | ---------------- | ---------------- | ---------------- | ---------------- | ---------------- | ---------------- | ---------------- | ---------------- | ---------------- | ---------------- | ---------------- | ---------------- |
| Průměrné denní maximum [°C] | 12,2             | 14,4             | 18,6             | 22,6             | 28               | 33,3             | 36,9             | 35,7             | 31,2             | 24,5             | 17               | 11,8             | 23,9             |
| Průměrné denní minimum [°C] | −5               | −3,1             | −0,4             | 2,4              | 6,8              | 10,6             | 13,4             | 12,1             | 8,6              | 3                | −2,3             | −5,5             | 3,4              |
| Průměrné srážky [mm]        | 27               | 22               | 14               | 7                | 5                | 5                | 4                | 3                | 5                | 8                | 13               | 20               | 133              |
| Zdroj: NOAA                 |                  |                  |                  |                  |                  |                  |                  |                  |                  |                  |                  |                  |                  |